# سلنکس
سلنکس (انگلیسی: Cellnex) شرکت مخابرات اسپانیایی است، که در سال ۲۰۱۵ تأسیس شد.